# Малинников, Михаил Анатольевич
Михаил Анатольевич Малинников (25 ноября 1983, Хлупово, Курганская область — 1 ноября 2013, Курган) — судебный пристав по обеспечению установленного порядка деятельности судов Управления Федеральной службы судебных приставов по Курганской области. Погиб при исполнении служебного долга.

## Биография
Михаил Анатольевич Малинников родился 25 ноября 1983 года в селе Хлупово Башкирского сельсовета Половинского района Курганской области, ныне село входит в Половинский муниципальный округ той же области.
После окончания Башкирской средней школы Половинского района поступил на факультет механизации сельского хозяйства Курганской государственной сельскохозяйственной академии имени Т. С. Мальцева, где в 2006 году получил специальность «Инженер-механик». Во время обучения проходил подготовку на военной кафедре.
С января 2007 года проходил службу в Половинском таможенном посту Курганской таможни в должности младшего инспектора — старшего стрелка СОБРа и оперуполномоченного оперативно-боевого отделения № 5 специального отряда быстрого реагирования службы силового обеспечения. Был уволен 3 января 2012 года в связи с проведением организационно-штатных мероприятий, в соответствии с подпунктом 5 пункта 2 статьи 48 Федерального закона «О службе в таможенных органах Российской Федерации» (расформирование Курганской таможни).
С 17 мая 2012 года замещал должность судебного пристава по обеспечению установленного порядка деятельности судов специализированного отдела по обеспечению установленного порядка деятельности судов Управления Федеральной службы судебных приставов по Курганской области.
За время службы при обеспечении установленного порядка деятельности мировых судей города Кургана выявил одно административное правонарушение, при осуществлении пропускного режима обнаружил 89 запрещённых к проносу в здание суда предметов, обеспечил безопасность 724 судебных заседаний.

### Гибель
1 ноября 2013 года М. А. Малинников и Александр Александрович Шаройко несли службу на участке мировых судей № 46 в Кургане по адресу 5-й микрорайон, дом 1а.
На 14:00 было назначено заседание по делу № 1-107/2013, которое переносилось уже два раза с 1 августа и 22 октября 2013 года. Дело вела судья Наталья Юрьевна Макарова. Мужчина поругался с начальником своего ТСЖ: поднял руку на женщину, и та написала на него заявление. Потерпевшая 53-летняя Ирина Кириллова прошла в зал, за ней следом в коридор зашел обвиняемый. Сработала рамка металлоискателя и приставы остановили на входе для досмотра 52-летнего Михаила Васильевича Вдовина, проживавшего в 6-м микрорайоне. Он служил в Афганистане, несколько раз был судим по статьям 222 («Незаконное хранение и сбыт оружия, боеприпасов, взрывчатки»), 119 («Угроза убийством»), 167 («Уничтожение чужого имущества»), 115 («Причинение легкого вреда здоровью»), 108 («Убийство при превышении пределов самообороны»), 130 («Оскорбление»). Ранее он избил соседского ребенка, отобравшего велосипед у сына Вдовина. Соседи подавали в суд и выиграли крупную компенсацию. Из-за этих выплат М. В. Вдовин лишился бизнеса. У него были проблемы с приставами, они замораживали его счета — взыскивали долг за избитого мальчика. Вдовин перенес два инсульта.
М. В. Вдовин вел себя агрессивно, поэтому приставы пытались вывести его на улицу. У Михаила Вдовина было 3 гранаты РГД-5, достав две из них, он одну бросил под ноги судебным приставам. Малинников и Шаройко незамедлительно блокировали преступника, вытолкнув его на лестничный пролёт. Взрыв гранаты никому вреда не нанес. Малинников с целью предотвращения попадания второй гранаты в коридор помещения судебных участков закрыл своим телом опасный участок. В результате взрыва второй гранаты Малинников погиб, хотя был в бронежилете, ценой своей жизни не допустив вооружённого злоумышленника в здание суда, предотвратив тем самым многочисленные жертвы. Александр Шаройко был контужен и получил осколочные ранения. Ирина Кириллова получила осколочное ранение руки. 67-летнему Владимиру Галактионову, проходившему по делу свидетелем, осколки гранаты попали в голову и в ногу. Михаил Вдовин (31 мая 1961 — 1 ноября 2013) умер от ран в больнице примерно через час.
В это время у мирового судьи было на рассмотрении несколько дел, следующих друг за другом. Поэтому в помещении суда скопилось больше десятка человек, включая и самих сотрудников.
4 ноября 2013 года в Курганской областной филармонии прошло прощание с М. А. Малинниковым. Похоронен на кладбище села Хлупово Хлуповского сельсовета Половинского района Курганской области, ныне село входит в Половинский муниципальный округ той же области. 1 ноября 2014 года был открыт надгробный памятник. Автор гранитного монумента Александр Константинович Сильницкий.
Указом Президента Российской Федерации от 21 июля 2014 года № 511 Малинников и Шаройко награждены орденами Мужества.

## Награды
- Орден Мужества, 21 июля 2014 года[11]
- Почётный гражданин города Кургана, август 2015 года
- Имя внесено в Книгу почёта Федеральной службы судебных приставов, ноябрь 2014 года[12]

## Память
- Улица в 4-м микрорайоне Заозерного жилого массива города Кургана[13].
- Мемориальная доска на здании Управления Федеральной службы судебных приставов по Курганской области, г. Курган, ул. Коли Мяготина, 119, открыта 1 ноября 2014 года[14] — 55°26′22″ с. ш. 65°19′55″ в. д.HGЯO
- Мемориальная доска, г. Курган, 4-й микрорайон, 21[15] — 55°28′01″ с. ш. 65°16′12″ в. д.HGЯO
- Мемориальная доска на здании МОУ «Башкирская средняя общеобразовательная школа», открыта 31 октября 2014 года[16] — 54°43′45″ с. ш. 65°51′01″ в. д.HGЯO
- Соревнования на Кубок Федеральной службы судебных приставов России по комплексному единоборству, посвященные памяти Почетного гражданина города Кургана, кавалера ордена Мужества Михаила Малинникова[17]. В ноябре 2022 года турнир прошёл в 8-й раз[18].
- В ходе XVI Международного турнира среди полиции и армии, посвященного памяти погибших при исполнении служебного долга сотрудников, в качестве поддержки члены семей погибших сотрудников получили ключи от легковых автомобилей «Лада». Среди них — вдова Надежда Степановна Малинникова, июнь 2022 года[19].

## Семья
- Отец, Анатолий Ефимович Малинников (?—2010), работал токарем в колхозной мастерской.
- Мать, Наталья Кирилловна, учительница начальных классов
- Брат, Александр
- Жена, Надежда Степановна, работник ГУ соцзащиты, они познакомились в ноябре 2010 года, свадьба была за месяц до гибели М. А. Малинникова
  - Сын Кирилл, (род. апрель 2014)[20].